# Superintendência de Controle e Ordenamento do Uso do Solo do Município de Salvador
A Superintendência de Controle e Ordenamento do Solo do Município (SUCOM) foi uma autarquia da Prefeitura Municipal de Salvador responsável por supervisionar, acompanhar, fiscalizar e planejar o cumprimento das normas relativas ao ordenamento do uso e ocupação do solo do Município de Salvador. Foi criada em 1989, na gestão do prefeito Fernando José Guimarães Rocha, a partir da Lei nº 3.994 de 29 de junho de 1989. Foi extinta em 2014, na gestão do prefeito Antônio Carlos Magalhães Neto, a partir da Lei nº 8.725 de 29 de dezembro de 2014, pela qual incorporou a sigla, acervo, finalidade e competência da superintendência à recém-criada Secretaria Municipal de Urbanismo (SUCOM).
Entre as competências da autarquia estão o licenciamento para utilização sonora, a fiscalização de emissão de ruídos sonoros e publicidade, análise e emissão de pareceres técnicos para projetos de empreendimento e de proteção contra incêndio e pânico, licenciamento e fiscalização de obras e serviços em vias e logradouros públicos, reunir dados estatísticos e informativos sobre o uso do solo no município, promover o embargo, a interdição de empreendimentos e atividades poluidoras.

## História
Com a implantação do Escritório do Plano Urbanístico da Cidade do Salvador (EPUCS), sob a coordenação de Mário Leal Ferreira, em 1943, surge o primeiro órgão de regulação e controle de uso do solo do município de Salvador. Em 1976, o então EPUCS é transformado em Órgão Central de Planejamento (OCEPLAN). Oito anos depois, as atribuições do OCEPLAN passam para a Secretaria de Planejamento do Município, em 1984, até a criação da SUCOM.
Entre 1943 e 1976, além do ordenamento do solo, era competência do órgão antecessores a elaboração de planos de urbanização para Salvador. Em 2008, sob o comando de Kátia Carmelo, a superintendência foi responsável pela demolição do terreiro de candomblé Oiá Onipo Neto, alegando irregularidade na construção do espaço religioso.
Passou por por oito reestruturações, sendo a última delas em 2009, quando foi vinculada à Secretaria Municipal de Desenvolvimento Urbano, Habitação e Meio Ambiente (Sedaham), de acordo com a Lei nº 7.783 de 28 de dezembro de 2009.

## Superintendentes
Lista dos superintendentes da SUCOM:
| Superintendente                 | Período                                          | Prefeito                           |
| ------------------------------- | ------------------------------------------------ | ---------------------------------- |
| Hélio Cardoso                   | 18 de agosto de 1989 a 31 de agosto de 1990      | Fernando José Guimarães Rocha      |
| Carlos da Silva Sampaio         | 31 de agosto de 1990 a 31 de dezembro de 1992    | Fernando José Guimarães Rocha      |
| José Fidelis Sarno              | 5 de janeiro de 1993 a 1º de julho de 1994       | Lídice da Mata                     |
| Marco Antônio Rocha             | 25 de julho de 1994 a 2 de fevereiro de 1995     | Lídice da Mata                     |
| Luís Sobral                     | 16 de fevereiro de 1995 a 31 de dezembro de 1996 | Lídice da Mata                     |
| Armando Pontes                  | 3 de janeiro de 1997 a 6 de novembro de 1998     | Antônio Imbassahy                  |
| Paulo Rogério Magalhães         | 6 de novembro de 1998 a 4 de outubro de 1999     | Antônio Imbassahy                  |
| Eliana Gesteira Mattos          | 4 de outubro de 1999 a 31 de dezembro de 2004    | Antônio Imbassahy                  |
| Paulo Roberto de Assis Meireles | 1º de janeiro de 2005 a 4 de julho de 2007       | João Henrique de Barradas Carneiro |
| Kátia Cristina Gomes Carmelo    | 2007 a 2008                                      | João Henrique de Barradas Carneiro |
| Cláudio Souza da Silva          | 6 de março de 2008 a 31 de dezembro de 2012      | João Henrique de Barradas Carneiro |
| Silvio de Sousa Pinheiro        | 1º de janeiro de 2013 até 29 de dezembro de 2014 | Antônio Carlos Magalhães Neto      |